# 苏消安
苏消安（英語：Treosulfan，又称曲奥舒凡）是一种正在研究的治疗癌症的药物。它属于烷化剂。